# Informació nutricional

Un exemple de tabla dels valors nutritius als Estats Units

La informació nutricional és una informació respecte als nutrients (glúcids, lípids, proteïnes, vitamines i minerals) que figura a les etiquetes dels productes alimentaris preembalats als estats de la Unió Europea i altres estats del món.
Es tracta d'un dels elements de l'etiquetatge en general, les seves indicacions no són pas obligatòries en tots els països.

## Elements de la informació nutricional

### Energia
L'energia s'expressa en unitats de kilocalories (kcal) o kilojoules (kJ), aquesta darrera unitat és la del Sistema internacional d'unitats (SI).
De vegades encara es recorre (sobretot en els països anglosaxons) a la Caloria dita "gran caloria" o "caloria dietètica", expressada com "Cal" (amb una majúscula) que correspon de fet a una kilocaloria.

### Macronutrients
Els macronutrients són aquells que l'organisme necessita en grans quantitats:
- glúcids abans anomenats hidrats de carboni
- lípids (greixos)
- proteïnes (pròtids)

### Micronutrients
Els micronutrients, vitamines i minerals -també anomenats oligoelements- són aquells que l'organisme necessita en poca quantitat i són essencials en la pràctica d'alguna activitat física.

### Base de càlcul de les necessitats nutricionals
Les necessitats nutricionals de referència són vàlides per un home adult i sorgeixen de treballs científics, però poden ser diferents segons els Estats Units i la Unió Europea, per exemple. No es corresponen exactament amb la noció d'aportacions nutricionals aconsellades les quals varien segons l'edat i el sexe. Per a l'etiquetatge es simplifiquen i només donen un sol valor de referència. La ingesta diària són valors definits per d'energia dels aliments i altres nutrients per un consorci de grans empreses del sector alimentari · .
Les aportacions diàries recomanades es fan servir com valor de referència per les vitamines i els minerals a la Unió Europea.

### Exactitud relativa
Les informacions nutricionals no són pas valors exactes i han de ser relativitzades per les següents raons:
- la formulació dels productes pot variar, certes primeres matèries es substitueixen, la qualitat de les matèries primeres pot evolucionar segons l'estació, certs productes es poden acabar assecant.
- la biodisponibilitat de les vitamines i dels minerals no és pas del 100% i varia segons les fonts. Demanera general es creu que les vitamines i minerals provinents d'una font natural són més biodisponibles que les vitamines i compostos minerals de síntesi afegits.[3]
- certs compostos fràgils (vitamines) es degraden al llarg del temps, segons les condicions de conservació.

### Unió Europea
Dins la Unió Europea, la informació nutricional és facultativa, però esdevindrà obligatòria a partir del 2014. Actualment la Directiva 2000/13 sobre l'etiquetatge s'aplica. La Directiva 1990/496 reglamenta amb detall els elements proporcionats, excepte per l'aigua embotellada i els complements alimentaris. La informació és obligatòria si l'etiqueta o la pulicitat menciona els criteris nutricionals específics.
La informació figura sota la forma d'una taula o una llista que dona les informacions per 100 grams o 100 ml del producte alimentari i igualment per una porció (opcionalment). En la versió simple les informacions es donen per les següents característiques:
- opció del grup 1:
  - energia (en kcal o kJ)
  - quantitat de proteïnes (en grams)
  - quantitat de glúcids (en grams)
  - quantitat de lípids (en grams)

- opció del grup 2:
  - energia (en kcal o kJ)
  - quantitat de proteïnes (en grams)
  - quantitat de glúcids (en grams)
  - dels quals la quantitat de sucres (en grams)
  - quantitat de lípids (en grames)
  - dels quals la quantitat d'àcids grassos saturats (en grams)
  - quantitat de fibres alimentàries (en grams)
  - quantitat de sodi (en grams)

- Informacions possibles: un o diversos dels elements següents :
  - midó
  - àcids grassos mono-insaturats
  - àcids grassos poliinsaturats
  - colesterol (no es pot indicar un zero en colesterol si el producte no en conté pas de manera natural)
  - sals minerals i vitamines, a condició que 100 g o 100 ml (o una porció) aportin més del 15% de l'aportació diària recomanada. S'expressene en pes i en percentatge de les aportacions diàries recomanades (tals com les defineix la Directiva).

Si es posa un nutrient en l'etiqueta aleshores la taula nutricional és obligatòria.
L'Autoritat europea de seguretat dels aliments treballa actualment per determinar els Valors Nutritius de Referència (VNR) pels macronutrients i els micronutrients, valors que serviran probablement de base per la informació nutricional ulterior.
Les al·legacions nutricionals i de salut s'enquadren pel Reglament europeu 1924/2006 · . Per les al·legacions nutricionals, per exemple, els termes «font de proteïnes», «ric en vitamines», «pobre en matèries grasses» que poden figurar a l'etiqueta (fora de la taula) corresponen a les exigències harmonitzades a l'interior dels països de la U.E.
D'altres informacions figuren igualment a l'etiquetatge, en particular la llista d'ingredients per ordre decreixent d'importància. Si un ingredient característic es posa davant de la denominació del producte, el seu percentatge s'ha d'indicar en la llista d'ingredients.
Una nova reglamentació europea serà aplicable a la fi de 2016, amb dues novetats importants:
- l'obligació d'imprimir una «declaració nutricional», és a dir, una taula d'informació nutricional per tots els aliments (amb alguns excepcions: fruits i verdures fresques, vi, etc.)
- la possibilitat de donar alunes informacions nutricionals seleccionades a la cara de davant del producte.

## Bases de dades en internet
Les dades de les taules de composició d'aliments són orientatives, però sempre s'haurien de consultar aquelles que siguin referenciades, aquí un parell:
- Base de Datos Española de Composición de Alimentos (castellà)
- USDA Food Composition Databases Arxivat 2017-12-22 a Wayback Machine. (anglès), molt completa, millor assignar Source=Standard Reference i el Food Group que interessi, a més del producte en concret.